# Kurt Schuschnigg
Kurt Alois Josef Johann von Schuschnigg  (14 de dezembro de 1897 – 18 de novembro de 1977) foi um político austríaco que foi Chanceler do Estado Federal da Áustria desde o assassinato de seu antecessor Engelbert Dollfuss em 1934 até o Anschluss de 1938 com a Alemanha Nazista. Embora Schuschnigg considerasse a Áustria um "estado alemão" e os austríacos como alemães, ele se opôs fortemente ao objetivo de Adolf Hitler de absorver a Áustria no Terceiro Reich e desejava que ela permanecesse independente. 
Quando os esforços de Schuschnigg para manter a Áustria independente falharam, ele renunciou ao cargo. Após o Anschluss, ele foi preso, mantido em confinamento solitário e eventualmente internado em vários campos de concentração. Ele foi libertado em 1945 pelo avanço do Exército dos Estados Unidos e passou a maior parte do resto de sua vida na academia nos Estados Unidos.  Schuschnigg ganhou cidadania americana em 1956.

## Biografia
Schuschnigg nasceu em Riva del Garda, na terra da coroa tirolesa da Áustria-Hungria (agora em Trentino, Itália), filho de Anna Josefa Amalia (Wopfner)  e do general austríaco Artur von Schuschnigg, membro de uma família austríaca de longa data de oficiais de ascendência eslovena da Caríntia. A grafia eslovena do sobrenome é Šušnik. 
Ele recebeu sua educação no Colégio Jesuíta Stella Matutina em Feldkirch, Vorarlberg. Durante a Primeira Guerra Mundial, foi feito prisioneiro na Frente Italiana e mantido em cativeiro até setembro de 1919. Posteriormente, estudou Direito na Universidade de Freiburg e na Universidade de Innsbruck, onde se tornou membro da fraternidade católica A.V. Austria. Depois de se formar em 1922, exerceu a advocacia em Innsbruck. 

### Carreira política
Schuschnigg juntou-se pela primeira vez ao Partido Social Cristão de direita e em 1927 foi eleito para o Nationalrat, então o mais jovem deputado parlamentar. Suspeitando da organização paramilitar Heimwehr, ele estabeleceu as forças católicas Ostmärkische Sturmscharen em 1930. 

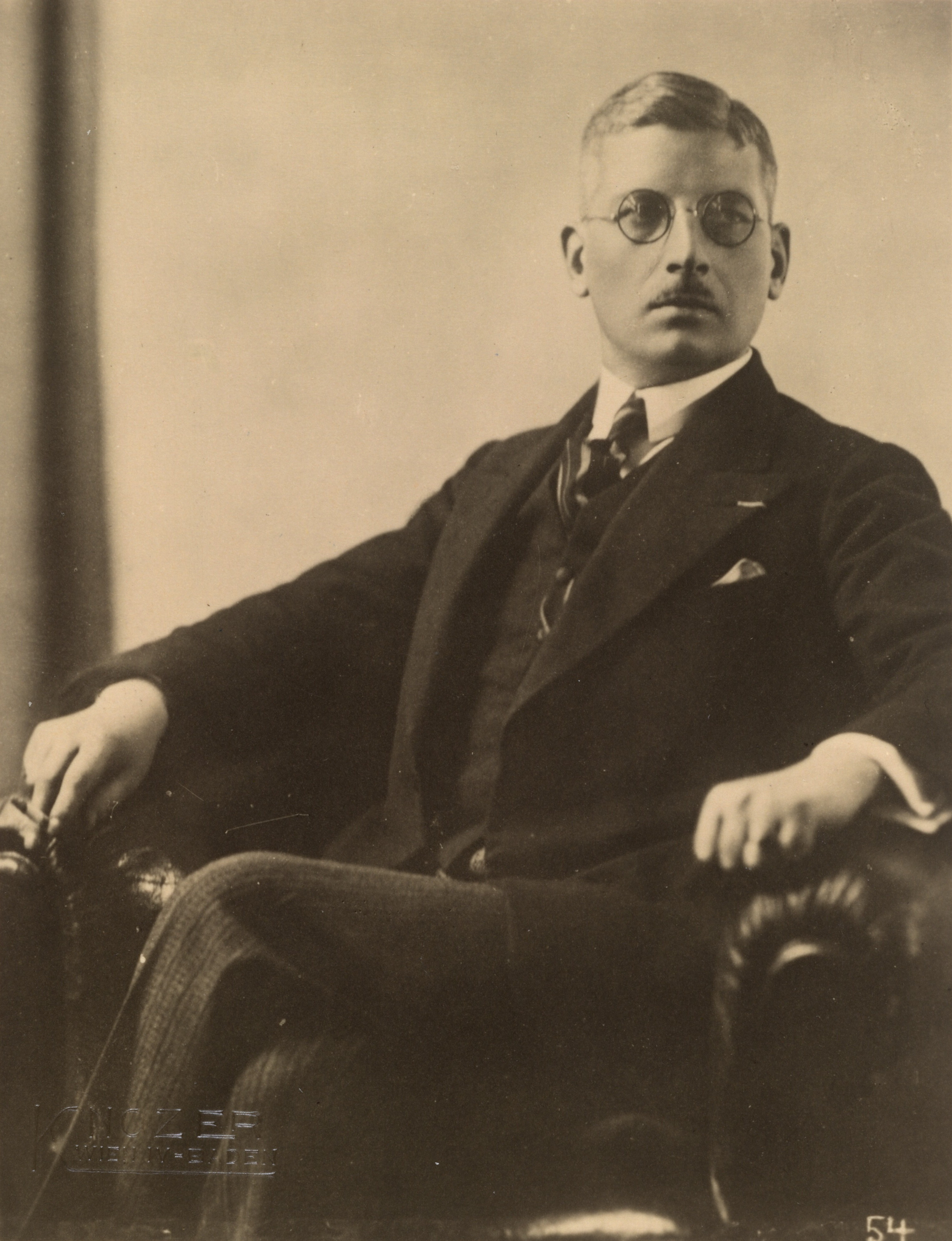
Schuschnigg, 1923

Em 29 de janeiro de 1932, o chanceler social cristão Karl Buresch nomeou Schuschnigg Ministro da Justiça, cargo que manteve no gabinete do sucessor de Buresch, Engelbert Dollfuss, e também serviu como Ministro da Educação a partir de 24 de maio de 1933. Como ministro da Justiça, discutiu abertamente a abolição do sistema parlamentar e restaurou a pena de morte. Em março de 1933, ele e o Chanceler Dollfuss aproveitaram a ocasião para dissolver o parlamento do Conselho Nacional. Após a Revolta socialista de fevereiro de 1934, ele executou imediatamente oito insurgentes, o que lhe valeu a reputação de "assassino dos trabalhadores". Desde então, as execuções foram referidas como um ato vingativo de assassinato judicial.  O próprio Schuschnigg mais tarde chamou suas ordens de "gafe". 
Em 1º de maio de 1934, Dollfuss erigiu o autoritário Estado Federal da Áustria. Depois que Dollfuss foi assassinado pelo nazista Otto Planetta durante o Putsch de Julho, Schuschnigg foi nomeado chanceler austríaco em 29 de julho. Tal como Dollfuss, Schuschnigg governou principalmente por decreto. Embora o seu governo tenha sido mais brando do que o de Dollfuss, as suas políticas austrofascistas não foram muito diferentes das políticas do seu antecessor. Ele teve que administrar a economia de um estado quase falido e manter a lei e a ordem num país que estava proibido, pelos termos do Tratado de Saint-Germain de 1919, de manter um exército superior a 30.000 homens. Ao mesmo tempo, teve também de lidar com as forças paramilitares armadas na Áustria, que deviam a sua lealdade não ao Estado, mas a vários partidos políticos rivais. Ele também tinha de estar atento à força crescente dos nazistas austríacos, que apoiavam as ambições de Adolf Hitler de absorver a Áustria na Alemanha Nazista. A sua principal preocupação política era preservar a independência da Áustria dentro das fronteiras que lhe foram impostas pelos termos do Tratado de Saint-Germain, que acabou por fracassar. 

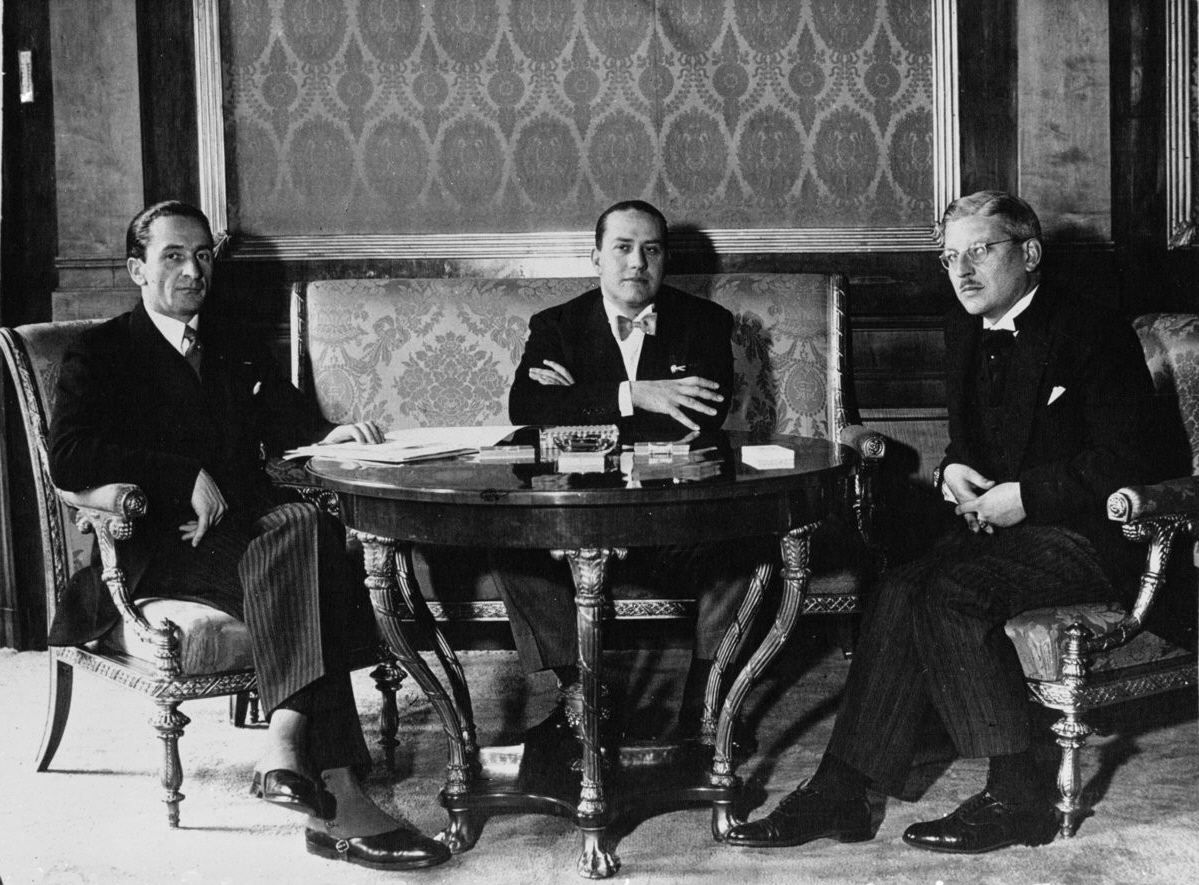
Chanceler Schuschnigg (à direita) com seu secretário de estado Guido Schmidt e o ministro das Relações Exteriores italiano Galeazzo Ciano, 1936

John Gunther escreveu em 1936 sobre Schuschnigg: "Não seria exagero dizer que ele é tão prisioneiro dos italianos agora [como era durante a Primeira Guerra Mundial] - se os alemães não o pegarem na próxima semana."  A sua política de contrabalançar a ameaça alemã, alinhando-se com os vizinhos do sul e do leste da Áustria - o Reino da Itália sob o domínio fascista de Benito Mussolini e o Reino da Hungria - estava fadada ao fracasso depois de Mussolini ter procurado o apoio de Hitler na Segunda Guerra Ítalo-Etíope e deixou a Áustria sob a pressão crescente de um Terceiro Reich massivamente rearmado. Schuschnigg adotou uma política de apaziguamento em relação a Hitler e chamou a Áustria de "melhor estado alemão", mas lutou para manter a Áustria independente. Em julho de 1936, ele assinou um Acordo Austro-Alemão, que, entre outras concessões, permitiu a libertação dos insurgentes presos do Putsch de Julho e a inclusão dos homens de contato nazistas Edmund Glaise-Horstenau e Guido Schmidt no gabinete austríaco.  O Partido Nazista permaneceu banido; no entanto, os nazistas austríacos ganharam terreno e as relações entre os dois países deterioraram-se ainda mais. Em reação às ameaças de Hitler de exercer uma influência controladora sobre a política austríaca, Schuschnigg declarou publicamente em janeiro de 1938:
Não há qualquer possibilidade de aceitar representantes nazis no gabinete austríaco. Um abismo absoluto separa a Áustria do nazismo... Rejeitamos a uniformidade e a centralização... O catolicismo está ancorado em nosso próprio solo, e conhecemos apenas um Deus: e esse não é o Estado, ou a Nação, ou aquela coisa indescritível, Raça.
Rumores sobre seu envolvimento na ascensão da família Von Trapp à fama também vieram à tona. Há rumores de que ao ouvir a família Von Trapp cantar no rádio, ele os convidou para se apresentar em Viena, o que os ajudou muito em sua ascensão à fama.   

### Anschluss
Em 12 de fevereiro de 1938, Schuschnigg encontrou-se com Hitler em sua residência em Berghof, na tentativa de amenizar o agravamento das relações entre os dois países. Para surpresa de Schuschnigg, Hitler apresentou-lhe um conjunto de exigências que, na forma e nos termos, equivaliam a um ultimato, exigindo efetivamente a entrega do poder aos nazistas austríacos. Os termos do acordo, apresentados a Schuschnigg para endosso imediato, estipulavam a nomeação do simpatizante nazista Arthur Seyss-Inquart como ministro da segurança, que controlava a polícia. Outro pró-nazista, Dr. Hans Fischböck, seria nomeado ministro das finanças para preparar a união econômica entre a Alemanha e a Áustria. Cem oficiais seriam trocados entre os exércitos austríaco e alemão. Todos os nazistas presos deveriam ser anistiados e reintegrados. Em troca, Hitler reafirmaria publicamente o tratado de 11 de julho de 1936 e a soberania nacional da Áustria. "O Fuhrer foi abusivo e ameaçador, e Schuschnigg foi apresentado a exigências de longo alcance..."   De acordo com as memórias de Schuschnigg, ele foi coagido a assinar o "acordo" antes de deixar Berchtesgaden. 
O presidente, Wilhelm Miklas, mostrou-se relutante em endossar o acordo, mas acabou por fazê-lo. Então ele, Schuschnigg e alguns membros importantes do Gabinete consideraram uma série de opções:
1. O Chanceler renuncia e o Presidente convoca um novo Chanceler para formar um Gabinete, que não estaria sujeito aos compromissos de Berchtesgaden.
2. O acordo de Berchtesgaden será executado sob um chanceler recém-nomeado.
3. O acordo será cumprido e o Chanceler permanecerá em seu posto.
No caso, decidiram optar pela terceira opção. 
No dia seguinte, 14 de fevereiro, Schuschnigg reorganizou o seu gabinete de forma mais ampla e incluiu representantes de todos os partidos políticos antigos e atuais. Hitler nomeou imediatamente um novo Gauleiter para a Áustria, um oficial do exército nazista austríaco que acabara de ser libertado da prisão, de acordo com os termos da anistia geral estipulada pelo acordo de Berchtesgaden. 
Em 20 de fevereiro, Hitler fez um discurso perante o Reichstag que foi transmitido ao vivo e pela primeira vez também pela rede de rádio austríaca. Uma frase-chave do discurso foi: "O Reich alemão não está mais disposto a tolerar a repressão de dez milhões de alemães através das suas fronteiras." 
Na Áustria, o discurso foi recebido com preocupação e por manifestações de elementos pró e antinazistas. Na noite de 24 de fevereiro, a Dieta Federal Austríaca foi convocada em sessão. No seu discurso à Dieta, Schuschnigg referiu-se ao acordo de Julho de 1936 com a Alemanha e declarou: "A Áustria irá até aqui e não mais." Ele terminou seu discurso com um apelo emocionado ao patriotismo austríaco: "Vermelho-Branco-Vermelho (as cores da bandeira austríaca) até morrermos!"  O discurso foi recebido com desaprovação pelos nazistas austríacos e eles começaram a mobilizar os seus apoiadores. A manchete do The Times de Londres foi "Discurso de Schuschnigg - nazistas perturbados". A frase "até agora e não mais" foi considerada "perturbadora" pela imprensa alemã. 
Para resolver a incerteza política no país e para convencer Hitler e o resto do mundo de que o povo da Áustria desejava permanecer austríaco e independente do Terceiro Reich, Schuschnigg, com o pleno acordo do Presidente e de outros líderes políticos, decidiu proclamar um plebiscito a ser realizado em 13 de março. Mas a formulação do referendo, que teve de ser respondida com um "Sim" ou um "Não", revelou-se controversa. Dizia: “Você é por uma Áustria livre, alemã, independente e social, cristã e unida, pela paz e pelo trabalho, pela igualdade de todos aqueles que se afirmam pelo povo e pela Pátria?” 
Houve outra questão que atraiu a ira dos nacional-socialistas. Embora os membros do partido de Schuschnigg (Frente Pátria) pudessem votar em qualquer idade, todos os outros austríacos com menos de 24 anos deveriam ser excluídos ao abrigo de uma cláusula nesse sentido na Constituição austríaca. Isto excluiria das urnas a maior parte dos simpatizantes nazis na Áustria, uma vez que o movimento era mais forte entre os jovens. 

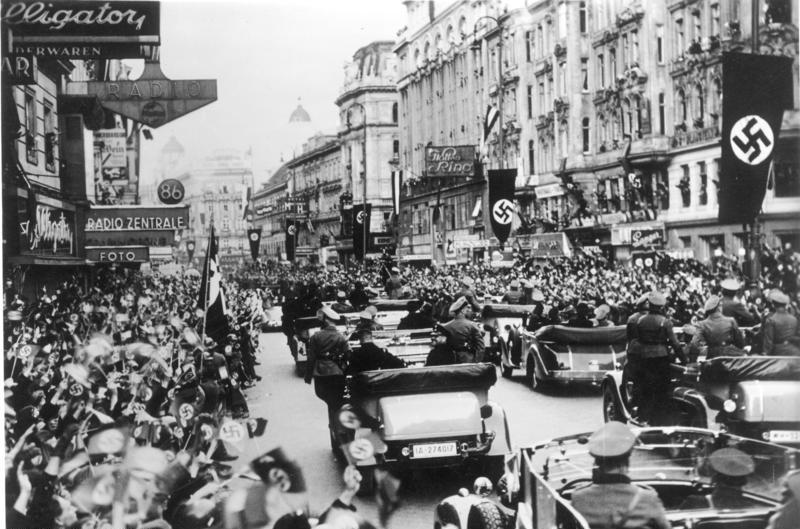
Multidões exultantes cumprimentam a carreata de Hitler entrando em Viena, 15 de março de 1938

Sabendo que estava numa situação difícil, Schuschnigg manteve conversações com os líderes dos social-democratas e concordou em legalizar o seu partido e os seus sindicatos em troca do seu apoio ao referendo. 
A reação alemã ao anúncio foi rápida. Hitler primeiro insistiu que o plebiscito fosse cancelado. Quando Schuschnigg concordou relutantemente em descartá-lo, Hitler exigiu sua renúncia e insistiu que Seyss-Inquart fosse nomeado seu sucessor. Esta exigência foi relutante em ser apoiada pelo Presidente Miklas, mas eventualmente, sob a ameaça de uma intervenção armada imediata, também foi aprovada. Schuschnigg renunciou em 11 de março e Seyss-Inquart foi nomeado chanceler, mas isso não fez diferença; As tropas alemãs invadiram a Áustria e foram recebidas em todos os lugares por multidões entusiasmadas e exultantes.  Na manhã seguinte à invasão, o correspondente do London Daily Mail perguntou ao novo Chanceler, Seyss-Inquart, como surgiram estes acontecimentos emocionantes, ele recebeu a seguinte resposta: "O Plebiscito que havia sido marcado para amanhã foi uma violação do acordo que o Dr. Schuschnigg fez com Hitler em Berchtesgaden, pelo qual ele prometeu liberdade política aos nacional-socialistas na Áustria."  Em 12 de março de 1938, Schuschnigg foi colocado em prisão domiciliar. 

### Prisão e campo de concentração
Após a prisão domiciliar inicial seguida de confinamento solitário na sede da Gestapo, ele passou toda a Segunda Guerra Mundial em Sachsenhausen, depois em Dachau. No final de abril de 1945, Schuschnigg escapou por pouco de uma ordem de execução de Adolf Hitler, com outros prisioneiros proeminentes dos campos de concentração, ao ser transferido de Dachau para o Tirol do Sul, onde os guardas SS-Totenkopfverbände abandonaram os prisioneiros nas mãos de alguns oficiais da Wehrmacht, que os libertaram.  Eles foram então entregues às tropas americanas em 4 de maio de 1945. De lá, Schuschnigg e sua família foram transportados, juntamente com muitos dos ex-prisioneiros, para a ilha de Cápri, na Itália, antes de serem libertados. 

### Pós-guerra
Após a Segunda Guerra Mundial, Kurt Schuschnigg foi proibido de ingressar no ÖVP porque o partido queria distanciar-se da ditadura austríaca. Além disso, o ÖVP não esperava que o seu parceiro de coligação social-democrata tolerasse a presença de Schuschnigg no partido, uma vez que, após a guerra civil de 1934, ele mandou matar muitos social-democratas como Ministro da Justiça. Schuschnigg emigrou para os Estados Unidos, onde foi abrigado na propriedade do castelo Vouziers da família Desloge em St. Louis  e depois tornou-se professor de ciência política na Universidade de Saint Louis de 1948 a 1967. Ele se tornou cidadão americano em 1956. 
Sua primeira esposa, Herma, morreu em um acidente de carro em 1935. Ele se casou novamente em 1938, mas perdeu sua segunda esposa, Vera Fugger von Babenhausen (nascida Condessa Czernin) em 1959. 
Kurt Schuschnigg regressou à Áustria, onde minimizou o seu tempo como chanceler-ditador e tentou justificar o austrofascismo. 
Schuschnigg morreu em Mutters, perto de Innsbruck, em 1977. 

## Prêmios e condecorações
- Áustria-Hungria: Cruz de Mérito Militar [36] [37]
- Áustria-Hungria: Medalha de Mérito Militar [38] [39]
- Áustria-Hungria: Cruz da Tropa Karl [38]
- Áustria-Hungria: Condecoração de Honra por Serviços Prestados à República da Áustria, versão pré-guerra (2 prêmios) [37] [38]
- Santa Sé: Ordem de São Gregório Magno, Cavaleiro da Grã-Cruz [40]
- Reino da Itália: Ordem dos Santos Maurício e Lázaro, Cavaleiro Grande Cordão [41]
- Tchecoslováquia: Ordem do Leão Branco, Cavaleiro da Grã-Cruz [42]

## Obras
- Minha Áustria (1937)
- Réquiem Austríaco (1946)
- Direito Internacional (1959)
- A Aquisição Brutal (1969)

Em alemão
- Dreimal Österreich. Verlag Thomas Hegner, Wien 1937.
- Ein Requiem in Rot-Weiß-Rot. Aufzeichnungen des Häftlings Dr. Auster. Amstutz, Zürich 1946.
- Österreich. Eine historische Schau. Verlag Thomas Morus, Sarnen 1946.
- Im Kampf gegen Hitler. Die Überwindung der Anschlußidee. Amalthea, Wien 1988, ISBN 3-85002-256-0.
- Dieter A. Binder (Hrsg.): Sofort vernichten. Die vertraulichen Briefe Kurt und Vera von Schuschnigg 1938–1945. Amalthea, Wien 1997, ISBN 3-85002-393-1.